# Plaue (Thüringen)

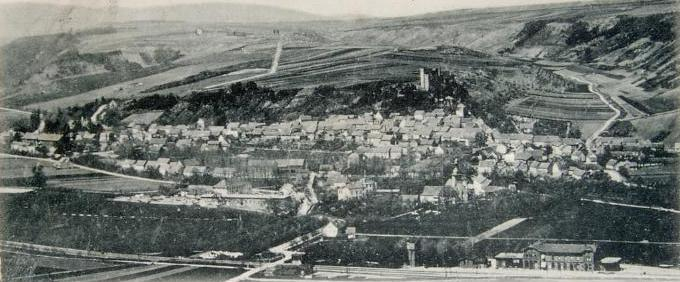
Historische Ansicht von Plaue, ca. 1907

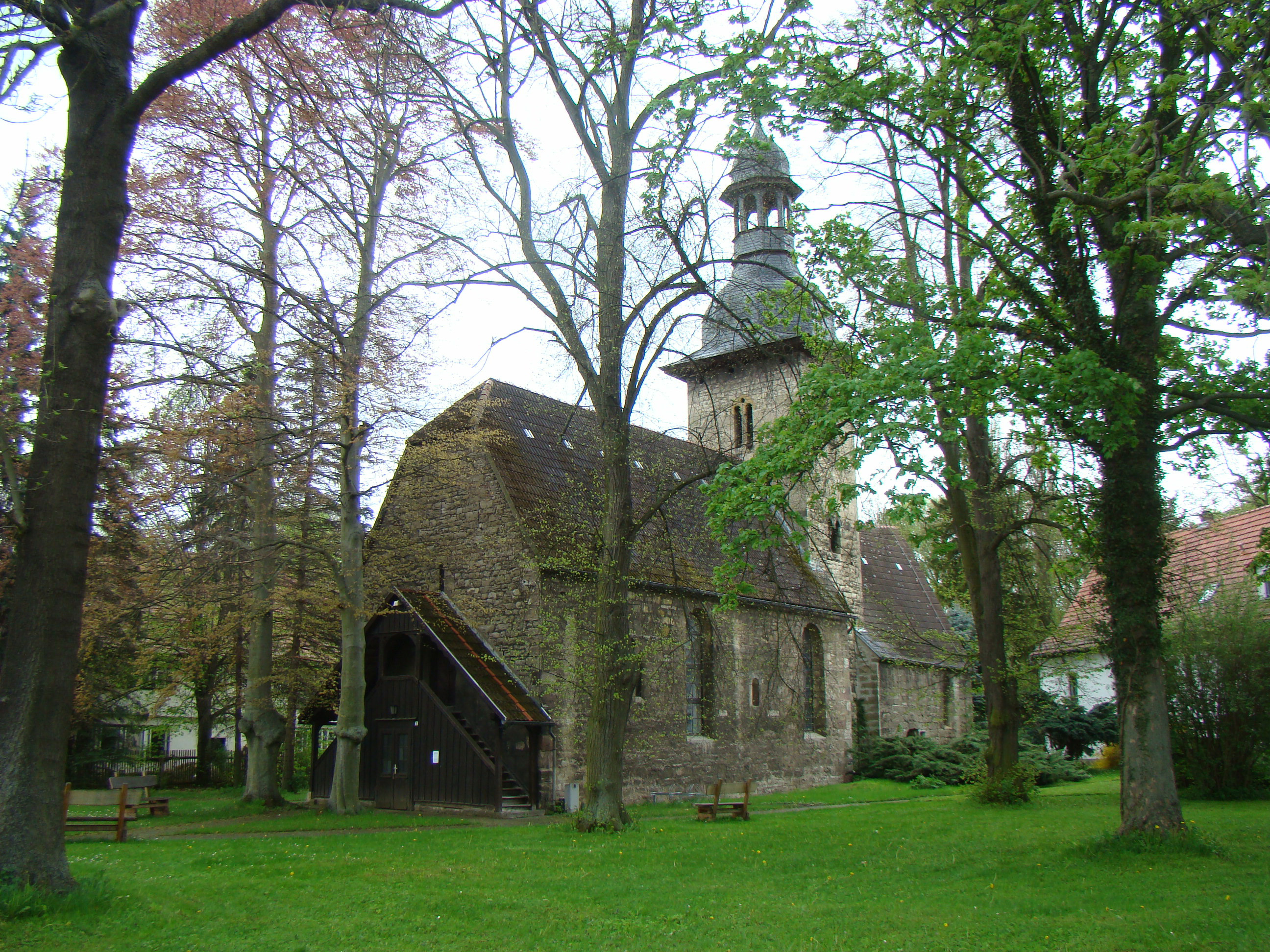
Liebfrauenkirche

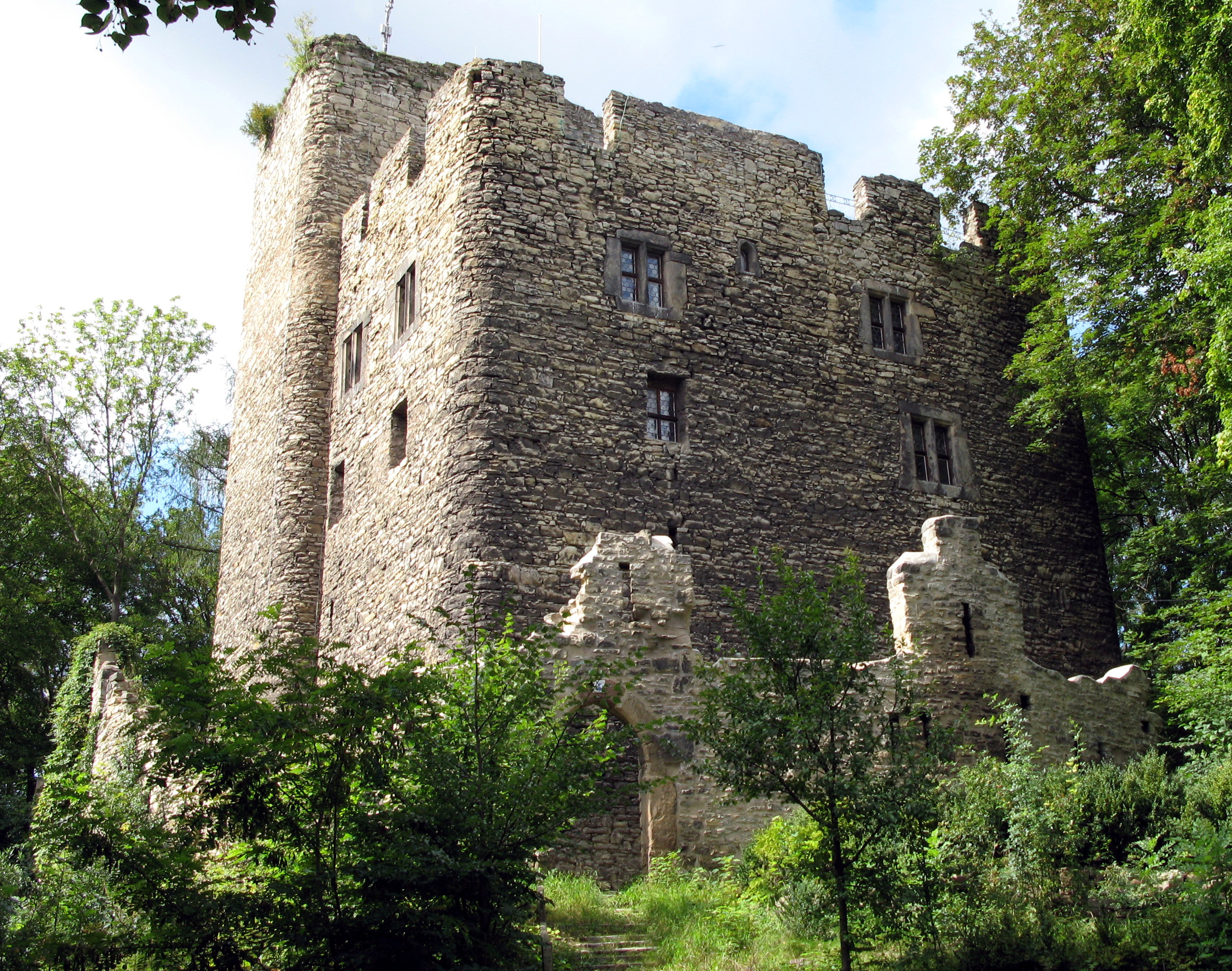
Ehrenburg

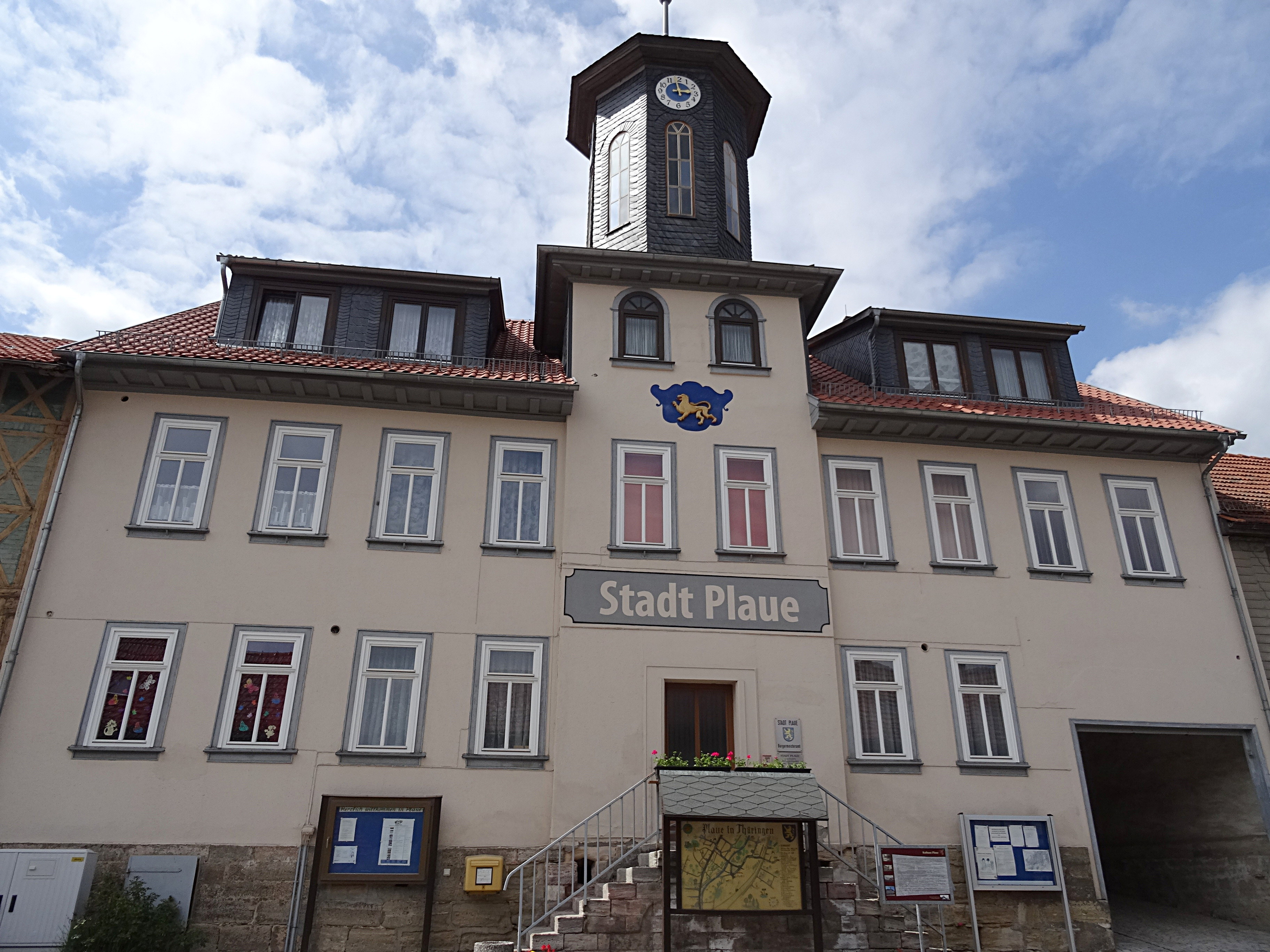
Rathaus

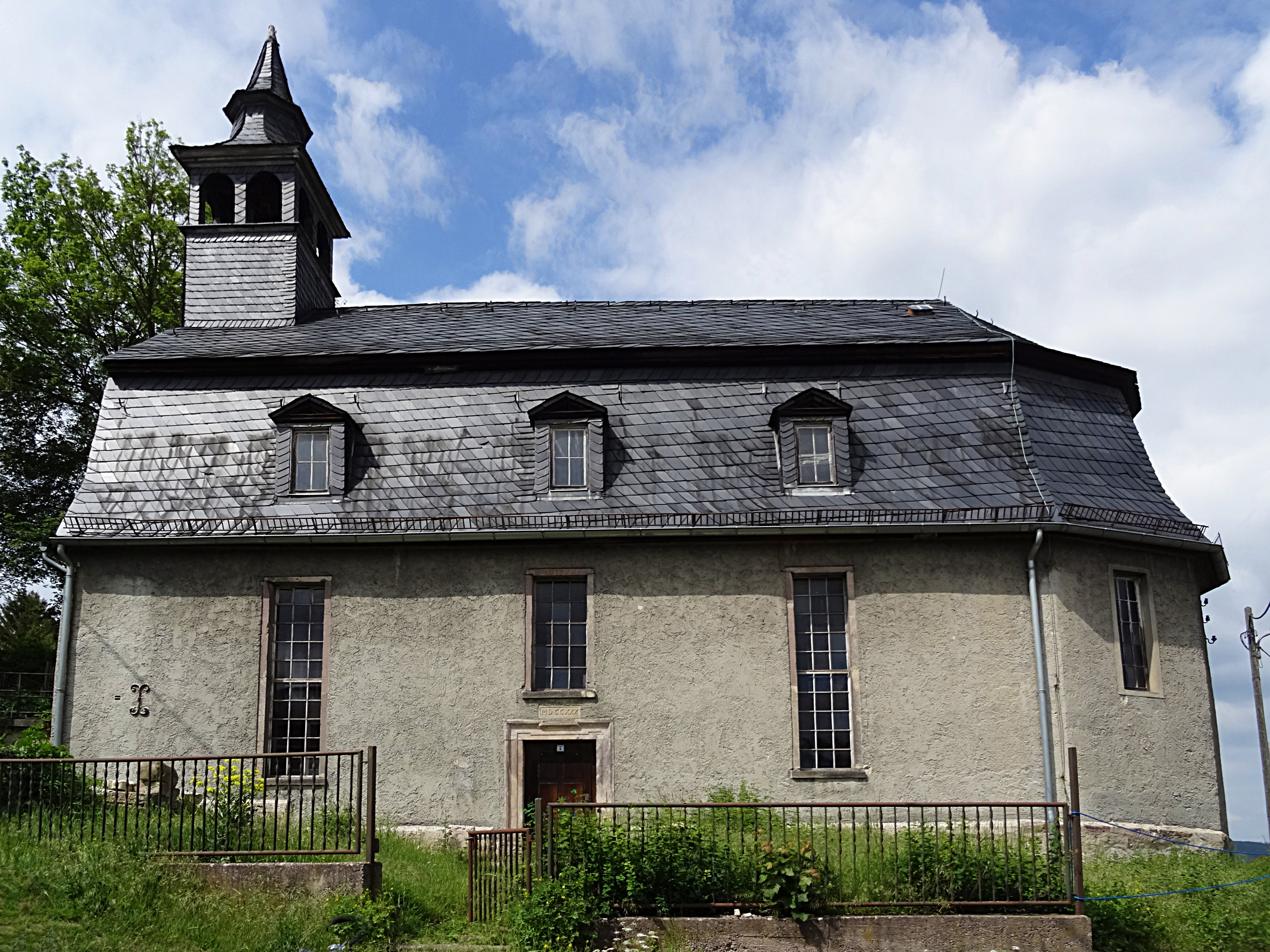
Kapelle St. Sigismund

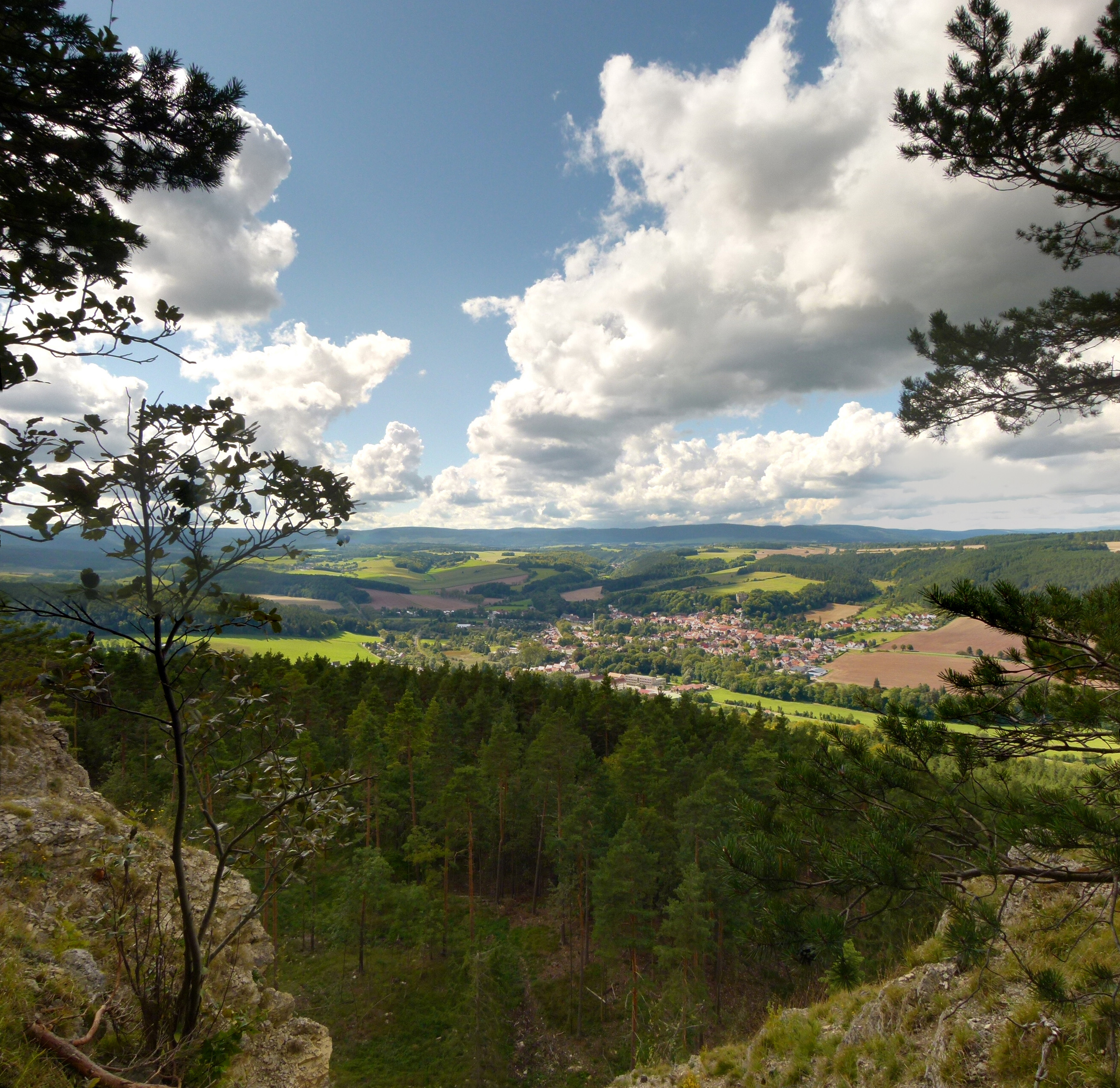
Plaue von der Kanzel aus gesehen (2017)

Die Stadt Plaue ist eine Landstadt im Ilm-Kreis in Thüringen an der Thüringer Porzellanstraße. Sie gehört der Verwaltungsgemeinschaft Geratal/Plaue an.

## Geografie
Plaue liegt etwa zehn Kilometer südlich der Kreisstadt Arnstadt. In Plaue entsteht die Gera aus dem Zusammenfluss von Zahmer Gera und Wilder Gera. Die Talhänge rund um Plaue bestehen aus Muschelkalk. So bildeten sich zahlreiche bizarre Gesteinsformen. Es gibt auch eine Karstquelle, den Spring von Plaue. Östlich der Stadt liegen die Reinsberge. Das Geratal zeichnet sich in der Umgebung von Plaue durch ein verhältnismäßig mildes Klima aus.

### Nachbargemeinden
Im Uhrzeigersinn, beginnend im Norden: Arnstadt – Ilmenau – Martinroda – Geratal
Im Mittelalter wurden drei Dörfer in der Nachbarschaft Plaues aufgegeben. Die Gründe dafür lagen in den Kriegsereignissen der damaligen Zeit, aber auch in Pestepidemien begründet. Aufgegeben wurde Seigerode, ein Dorf im anschließend zu Dosdorf eingemeindeten Seiert, einem Nebental des Geratals. 1273 ging Quittendorf unter, eine Ansiedlung im Tal des Bettelsborns, auf der Schweinsberger Flur oberhalb vom 1414 erstmals erwähnten Dorf Kleinbreitenbach. Ebenfalls aufgegeben wurde die Dorfschaft, ein Ort, dessen Name nicht überliefert ist und der sich auf der heute gleichnamigen Flur zwischen Plaue und Gossel befand. Auf der Dorfschaft sind heute noch Kellerräume zu finden und die Zisterne im Wald, welche noch immer Wasser sammelt. Die Bewohner der Dorfschaft litten an Wassermangel, da es in diesem Gebiet keine Quellen gibt und damals keine Brunnen zu den sehr tiefen wasserführenden Schichten auf diesem Plateau gegraben werden konnten. Die Dorfbewohner hatten auch keine eigene Kirche und nutzten den noch heute so benannten „Kirchweg“ nach Plaue für den Kirchgang.

### Stadtgliederung
Zu Plaue gehören die drei Ortsteile:
- Kleinbreitenbach, einen Kilometer östlich
- Neusiß, vier Kilometer südlich
- Rippersroda, drei Kilometer südwestlich

## Name
Im 10. oder 11. Jahrhundert erhielt der Ort von weit nach Westen vorgedrungenen Wenden seinen Namen. Darauf deutet der ursprünglich slawische Name Plawy hin. Plawy oder Plawe ist der altpolabische Flurname für den Ort, wo evtl. Holz geflößt wurde (plav = schwimmen, flößen, schwemmen).

## Geschichte
Plaue gehört zu den ältesten dauerhaft besiedelten Orten Deutschlands. Erste Ansiedlungen sind in der Steinzeit erfolgt:S. 7 und seit der Bronzezeit sicher nachgewiesen. Beim Bau der Bahnstrecke Arnstadt-Ilmenau stieß man auf ein Hockergrab, das sich recht schnell als zu einer umfangreichen Grabanlage gehörend erwies. Dieses Gräberfeld erstreckte sich bis auf das Gelände der späteren Eisengießerei, wurde jedoch bisher nicht erschlossen. Die Funde aus der Steinzeit gingen im April 1945 verloren, als US-Soldaten die Sammlung der plauschen Schule plünderten und zerstörten. Auf dem Reinsberg wurden die Reste einer keltischen Fliehburg gefunden, was ebenfalls auf eine sehr frühe Besiedlung hindeutet. Die Gründe für die frühe dauerhafte Besiedlung waren vermutlich die starken natürlichen Salzquellen nördlich der heutigen Stadt. Hier trat sehr salzhaltiges Wasser von allein an die Oberfläche. Diese Salzquellen führten im frühen Mittelalter zu einem großen Reichtum des Ortes, der sich mit diesen Geldern vermutlich auch das Stadtrecht erkaufte. Die Slawen (Angehörige der Wenden:S. 7) siedelten zunächst nur am östlichen Ufer der Gera. Das Gelände wurde vermutlich wegen der wasserreichen Gegend, der Wiesen und Wälder und wohl auch wegen der Salzquellen gewählt. Der Name der heutigen Stadt Plaue geht auf ihre alte slawische Bezeichnung „Plawe“ zurück, was „Schwemmland“, „Fließen“ oder „Schwimmen“ bedeutet.:S. 7 In alten Aufzeichnungen heißt die „Wilde Gera“ „wendisch Ger“,:S. 7 was auch ihren Namen erklärt und dessen wendischen Ursprung zeigt. Der heute als „Zahme Gera“ bezeichnete Fluss hieß früher „Alte Gera“.
Nach dem Untergang des Thüringer Königreiches im Jahre 524 wechselten die Herrscher über Plaue oft. Plaue gehörte zum Längwitzgau, über dem ein Landgraf herrschte. Oft wechselten die Herrscher und im 8. Jahrhundert tritt auch die Abtei Hersfeld als Besitzer auf. Um 1200 existierten verschiedene Adelsfamilien in der Gegend um Plaue. In Plaue lebten Angehörige des Thüringer Uradels der Familie „von Witzleben/von Witzfeld“, welche auf dem Gelände der späteren Porzellanfabrik, die teilweise auf den Grundmauern des einstigen Vorwerks (Vorspann) erbaut wurde, ein Fuhrwerksgeschäft unterhielten und insbesondere Vorspann-Hilfe für die hinter Plaue beginnenden steilen Abschnitte der den Thüringer Wald überquerenden Handelswege leistete. Die Familie von Witzfeld besaß auch eine größere Schäferei auf dem auch heute noch „hinter der Schäferei“ bezeichneten Flurstück.
1008 errichteten slawische Christen eine Taufkapelle. Um 1200 entstand die Wehrkirche Kleinbreitenbach. Die erste urkundliche Erwähnung Plaues datiert auf das Jahr 1273. Zu dieser Zeit kam die Siedlung an die Grafen von Käfernburg-Schwarzburg, welche als Vögte das Land im Auftrag der Abtei Hersfeld verwalten sollten. Die Abtei Hersfeld hatten die Vögte als Schutzvögte eingesetzt, jedoch hatten sie keine echte Kontrolle über dieses zügellose Adelsgeschlecht, welches seine Macht schon bald missbrauchte und die Bauern schikanierte.
In einer Urkunde von 1273 ist das Dorf Plaue erstmals sicher erwähnt, aber auch die Herrschaft darüber durch die Kevernburger Grafen Günther VII. und Günther VIII., welche jeweils mit der halben Herrschaft über Arnstadt belehnt wurden (hierzu gehörte auch Plaue). Günther der VIII. erhielt im Jahre 1280 die halbe Grafschaft, da er sich mit seinem älteren Bruder so den Besitz teilte. 
Von 1280 bis 1302 herrschte Graf Günther VIII. über den Ort und das Gebiet. Rudolf von Habsburg zerstörte zusammen mit einer Bürgerwehr aus Erfurt 1290 die Reinsburg, die sich zu einer Raubritterburg entwickelt hatte. Die Raubritter der Reinsburg bedrohten die wichtigen Fernhandelsrouten im Geratal und im Ilmtal über den Kamm des Thüringer Waldes.
Günther VIII. starb 1302 und hinterließ keine männlichen Erben und somit nach dem damals geltenden Erbrecht keinen Anspruch auf das Erbe. Adelheid und Irmgard, die Töchter und Erben Graf Günthers VIII., verkauften 1306 das Besitztum an die Grafen von Schwarzburg Heinrich VII., Herrn zu Blankenburg und Günther XII., Herrn zu Schwarzburg.
Heinrich der VII., der von 1285 bis 1326(?) regierte, war ein Freund des Deutschen Kaisers Ludwig IV. von Bayern. Als dieser ihn 1323 in Arnstadt besuchte, überredete er ihn, den Thüringer Landgrafen Friedrich von Thüringen (Ludwigs Schwiegersohn) zu bitten, ihm zu erlauben, in Plaue eine Burg zu erbauen. Diese Erlaubnis erteilte Friedrich von Thüringen Heinrich VII. am 12. Juli 1324:S. 15. Die Urkunde ist im Staatsarchiv erhalten. Urkunden belegen, dass am 13. März 1335 das Dorf Plaue durch Kaiser Ludwig von Bayern Marktrecht erhielt. Das genaue Datum der Erlangung des Stadtrechtes ist jedoch unbekannt. 1336 erhielt Plaue das Zollrecht. Zusammen mit dem Marktrecht ergab sich daraus das Stadtrecht. Andere Deutungen verweisen jedoch auf das in einen Stein unterhalb der Burg eingemeißelte Datum 1345 als das Datum der Erlangung des Stadtrechts. Belegt ist dies jedoch nicht. Ein Zusammenhang dieses eingemeißelten Datums mit der Erlangung des Stadtrechtes erscheint eher unwahrscheinlich, insbesondere wenn man berücksichtigt, dass auf diesem Stein unterhalb der Burg das Jahr eingemeißelt wurde, in dem der Bau der Burg begann.
Das Stadtwappen zierte ein aufgerichteter goldener Löwe auf blauem Grund.
Heinrich der VII. fiel bei der Verteidigung der Mark Brandenburg 1326, möglicherweise schon 1324 und ist in Berlin begraben. Es ist deshalb mehr als wahrscheinlich, dass er zum Zeitpunkt des Burgenbaus gar nicht mehr vor Ort war. Das Land fiel an seine Söhne Heinrich X. und Günther XXI.
Auf Grund der häufigen Überschwemmungen begannen die Bewohner schließlich, sich oberhalb des linken Ufers am Fuße des heutigen Hausberges niederzulassen:S. 8 und auf dem Berg die Ehrenburg zu bauen.
1276 war die Grundsteinlegung der Liebfrauenkirche (genauer: Kirche „Zur lieben Frauen“). Sie entstand auf den Mauern einer älteren slawischen Kapelle. Um sie herum gab es ein Mönchskloster. Die Mönche brachten den Weinanbau und den Färberwaidanbau nach Plaue. Mit der Verlagerung des Dorfes auf den Hausberg verlor das häufig von Überschwemmungen heimgesuchte Gebiet um die Kirche aber an Bedeutung. Nach der Reformation wurde die Kirche nach Westen hin deutlich vergrößert; um das Jahr 1700 wurde sie stark umgebaut. Der Turm, der bisher eher dem einer kleinen Wehrkirche ähnelte, wurde wesentlich vergrößert und in seiner Höhe verdoppelt. Die alte Kirche beschränkte sich faktisch auf den heutigen Altarsraum. Der Altarschrein stammt nach Aussage von Professor Overmann, einem Kunsthistoriker aus Erfurt, aus dem Jahr 1420. Im Kirchturm hingen zwei Glocken. Die größere hatte einen Durchmesser von 75 cm und eine Höhe von einem Meter. Sie wog 7,5 t. Unter dem Schwarzburger Landeswappen stand „Gott zur Ehre!“ und „Töne viel für Freuden, wenig für Leiden!“. Oben, am Helm, stand: „Gegossen von Cristian, August Maier in Rudolstadt, 1827“. Diese Glocke wurde am 22. Juni 1917 auf Befehl des Armeekommandos abgenommen und eingeschmolzen, ebenso die Orgelpfeifen. Im Jahre 1920 wurde die Glocke ersetzt. Die Höhe der Glocke beträgt heute 75 cm, ihr Durchmesser 1 m. Ihre Inschrift lautet: „Ehre sei Gott in der Höhe“.
Die kleinere Glocke stammt von 1772. Ihre Inschrift lautet: „Anno 1772 goß mich W. Barth in Erfurth.“
Die heute aufgegebene Kapelle „Sankt Sigismundi“ auf dem Hausberg ist jünger als die Hauptkirche. Ihre erste Erwähnung in einer lateinischen Urkunde datiert am 16. März 1369. Die Kapelle verfiel zusammen mit der Burg in ihrer Nähe im ausgehenden Mittelalter aber wieder und wurde 1730 auf ihren alten Grundmauern neu erbaut. Das Datum ist über dem Südeingang der Kirche in Stein gehauen. Um 1800 wurde sie generalsaniert, dennoch aber nur in den Sommermonaten für evangelische Gottesdienste genutzt. Der Altarschrein zeigt unter anderen Schwarzburger Adelsgeschlechter um das Jahr 1500. Die kleine Glocke von 53 cm Durchmesser und 600 kg Gewicht wurde am 6. Juni 1917 herabgeholt und später eingeschmolzen. Sie trug die Inschrift: „Ich gehöre der Kirche St. Sigismundi. Ich töne – ich töne, so möge mein Ruf tief in Eure Herzen dringen. Gegossen von Franz Meyer in Rudolstadt 1834“. Die neue Glocke trägt die Inschrift: „Alles, was Odem hat, lobe den Herrn“.
Zeitgenössische Überlieferungen aus dem frühen 20. Jahrhundert, wie die des Herrn Apfelstedt berichten von Gewölben unter dem Altar, welche in Richtung Burg gezeigt hätten, welche aber völlig eingestürzt gewesen sind. Im Burgkeller fand man auch einen dazu passenden eingestürzten Gang in Richtung Kapelle. Jedoch gibt es keinen Nachweis für eine tatsächliche ca. 100 m lange Verbindung von Kirche und Burg:S. 13. Hierbei muss auch berücksichtigt werden, dass der bekannte unterirdische Fluchtweg aus der Burg im Norden lag. In ihm wurden später bei der Instandsetzung im 20. Jahrhundert die Abwasserrohre zur Klärgrube unterhalb der Burg verlegt. Der Tunnel war nur 10 m lang. Die Kapelle wurde über einhundert Jahre nach dem Burgbau überhaupt erst errichtet, was aber einen späteren Fluchttunnel nicht ausschließt. Es gibt zudem Berichte über einen mit 400 m noch längeren Fluchttunnel bis hin zum Gelände der späteren Brauerei, welche damals außerhalb der Stadtmauern lag.
Nach dem Zweiten Weltkrieg wurde die Kapelle den katholischen Aussiedlern aus dem Osten zur Verfügung gestellt und sie wurde bis zu ihrer Aufgabe nach der deutschen Wiedervereinigung somit erstmals katholisch.
Nach überlieferten Urkunden hatte die Salzgewinnung in Plaue ihren Höhepunkt in den Jahren zwischen 1300 und 1400. Es gibt Überlieferungen, dass sich nach dem Versiegen der Salzquellen als Rest der einstigen Herrlichkeit Plaues auf dem Rathaus noch ein Samtärmel befand, welchen der amtierende Bürgermeister sich sonntags anzog und Pfeife schmauchend am Fenster präsentierte.:S. 9, :S. 340
Auf einer Schützenscheibe von 1844 wird eine ältere Darstellung zitiert und abgebildet. Sie zeigt nach einer überlieferten Inschrift a) 2 Salzbrunnen, b) Kunstrad, c) Gradierhaus, d)4 Siedhäuser, e) Häuser für Salzsieder, f) Häuser für Kunstwärter und den Schmid, g) Gasthof und Stallung, h) Brau-, Back- und Waschhaus, i) Hütte, das Kunstzeug zu verwahren.:S. 8
Die Pest von 1346 bis 1350 forderte viele Opfer. 1381 war die erste urkundliche Erwähnung der Kaiser-Günther-Quelle, 1414 die von Kleinbreitenbach.
Die Salzquellen versiegten im 16. Jahrhundert endgültig, Versuche sie zu reaktivieren scheiterten in späteren Jahren.
Im Dreißigjährigen Krieg wurde Plaue mehrmals besetzt. Am 10. April 1627 konnte die Bevölkerung eine kleine kaiserliche Truppe zunächst abwehren. Am nächsten Tag wurde Plaue dann von einer größeren kaiserlichen Truppe erobert, jedoch konnten sich die Einwohner nun vorgewarnt rechtzeitig in Sicherheit bringen und flohen in die Wälder. Kurz darauf griffen dänische Truppen die Stadt an und konnten sie erobern und plündern.
1635 raffte die Pest und andere Krankheiten erneut rund ein Fünftel der Bevölkerung hinweg. Plaue hatte etwa 300 Einwohner. 1638 fielen nach einer Brandlegung durch einen gemaßregelten Soldatenjungen des kurfürstlich-sächsischen Heeres 33 Häuser und 18 Scheunen in Schutt und Asche. Nur zwei Jahre später mussten sich die Bürger gegen schwedische Soldatenhorden wehren, die weitere 46 Wohnhäuser und 18 Scheunen abbrannten und die hölzernen Wasserleitungsrohre zerstörten.
Die Wirtschaft war, auch wegen des Dreißigjährigen Krieges schon nach dem Wegfall der Salzgewinnung rückläufig. Haupterwerbszweige waren Ackerbau, Viehzucht sowie das Handwerk. Nach dem Dreißigjährigen Krieg hatte Plaue nur noch 150 Bewohner.
Nach verschiedenen Wechseln innerhalb des Hauses Schwarzburg blieb Plaue ab 1599 bis zur Bildung des Landes Thüringen im Jahr 1920 bei Schwarzburg-Sondershausen (Oberherrschaft).
Im 17. Jahrhundert wurde Plaue zum erfolgreichen Weinanbaugebiet. Im Jahre 1635 wurden 12000 Eimer Wein gewonnen. Der Klimawandel Ende des 17. und im 18. Jahrhundert (kleine Eiszeit) ließ diese Erwerbszweige aber wieder verschwinden.:S. 10 Es blieben jedoch die Flurbezeichnungen wie „Weintal“ in Plaue bestehen.
Plausche Bürger versuchten im Mittelalter auch durch den Anbau von Färberwaid Gewinne zu machen und sie verkauften nachweislich ihr Waid in Arnstadt, einer der fünf thüringischen Waidstädte.:S. 10

### Porzellanmanufactur Plaue
Einen wirtschaftlichen Aufschwung erlebte die Stadt mit der 1816 gegründeten „von Schierholz'schen Porzellanmanufactur Plaue“. Diese Manufaktur war besonders berühmt für ihre Tische, Kronleuchter und Figuren aus Porzellan, später aber auch für ihre Lithophanien. Sie befruchtete die einheimische Industrie derart enorm, dass sogar das Stadtwappen um die drei Kronen ergänzt wurde (nach 1945 wieder entfernt), die von Schierholz nach seiner Erhebung in den Adelsstand als Graf erhielt. Die Manufaktur wuchs beständig. In der DDR verblieb die Manufaktur bis zum Tode des „alten“ Herrn von Schierholz 1954 in seinem Besitz: Da sein Sohn sich weigerte in die DDR zurückzukehren, um die Firma zu leiten, wurde diese nun doch enteignet. In den 1970er Jahren wurde das Werk umfassend saniert und stark vergrößert, denn es hatte sich zu einem wichtigen Devisenbringer entwickelt.
Nach der Wiedervereinigung und Rückübertragung des Eigentums musste aufgrund der fehlenden Konkurrenzfähigkeit des während der Teilung Deutschlands in staatlichem Besitz befindlichen Unternehmens Insolvenz angemeldet werden. Das Werk existiert heute nicht mehr. Der Verwaltungstrakt wurde in ein Wohngebäude umgebaut und brannte am 1. September 2008 nach einem Blitzschlag nieder.

### Familie derer von Schierholz

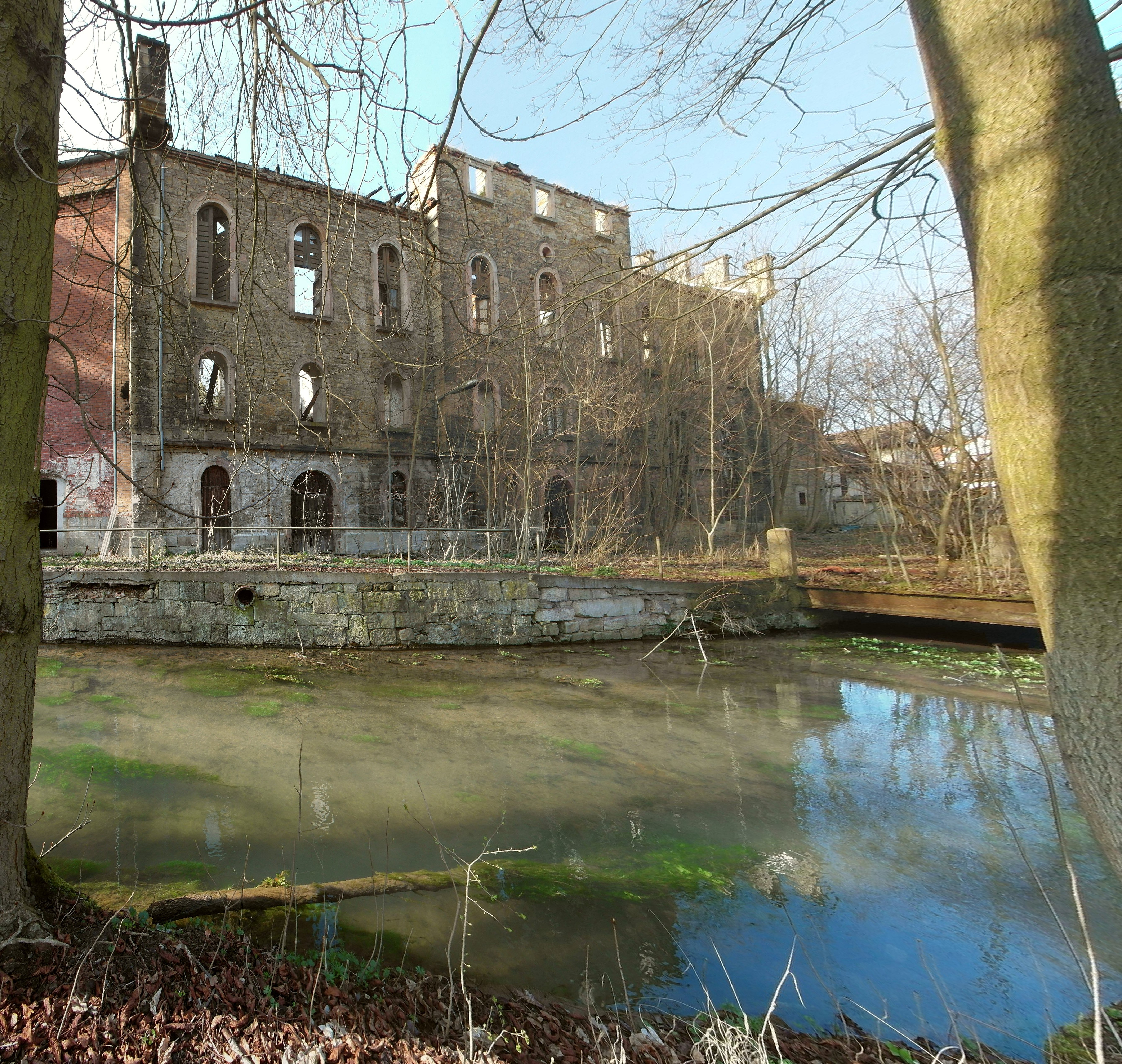
Ruine der von Schierholzschen Brauerei

Die Familie derer von Schierholz, 1894 (schwarzb.-sonderh.) Nobilitierung für  Arthur sen. von Schierholz (1848–1899), zeigte sich Plaue sehr verbunden und engagierte sich sehr sozial für den Ort. So entstanden auf ihre Kosten die Parkanlagen um die heute völlig verfallenen Springquellen sowie eine Chormuschel auf dem Gelände zwischen dem einstigen Wasserwerk an der Springquelle und der von Schierholzschen Brauerei (1852 eröffnet, in den 1970er Jahren stillgelegt und am 24. November 2001 abgebrannt), direkt dem Schlosspark gegenüber und der ehemalige und nach der Wende verkaufte Kindergarten. Die Familie derer von Schierholz gründete auch eine Mineralwasser-Abfüllfabrik, die Karl-Marien-Quelle Plaue. Diese wurde in der DDR enteignet und nach der Wende an die Eigentümer rückübertragen. Das Unternehmen wurde nach der Wende komplett modernisiert, nach fünf Jahren, dem Ablauf der Bindefrist für die Fördermittel zur Modernisierung, aber in die Insolvenz geführt. Die moderne neue Abfüllanlage wurde ausgebaut und zum Mutterkonzern nach Bayern überführt. Inzwischen sind erst ihr Bürokomplex (28. Januar 2012), aber auch die Nebengebäude „Massenmühle“ am 21. August 2012 von Brandstiftern niedergebrannt worden.

### Juden in Plaue
Der erste Jude in Plaue war der Handelsmann Heinemann Lang aus Höchheim bei Römhild, der sich mit seiner Familie im Jahre 1819 in Plaue niederließ. Sie wurden als „Schutzverwandte“ aufgenommen, nachdem sie tadellose Zeugnisse über ihr Wohlverhalten vorweisen konnten, mit Sonderabgaben schikaniert, wurden aber letztlich geschätzte Mitglieder der Bürgerschaft.:S. 164 Ihm folgte der Schnittwarenhändler Hirsch Wolf, den man ebenfalls mit einigen Zwangsabgaben schikanierte. Er musste in die Stadtkasse 250 Reichstaler einzahlen, die man ihm auf 4 % verzinste, als er sich verehelichen wollte und er verlor beim Stadtbrandt vom 12. August 1828 fast sein gesamtes Vermögen.:S. 164 Die Einzahlung in die Stadtkasse war aber keine Abgabe, sondern ein Zwangskredit, den er der Stadt gewähren musste, welcher ihm aber bei seinem Verlassen der Stadt wieder mit den vereinbarten geringen Zinsen ausgezahlt wurde. Die jüdische Gemeinde wuchs auf acht Familien an, jedoch zogen schon bald viele weiter. Unter den Israeliten herrschte keine Einigkeit, im Gegenteil, die Familien lagen im Streit. In ihrer Synagoge (dem Brombergschen Haus direkt neben dem Rathaus) herrschte häufig Unfrieden.:S. 165 Der Streit tobte in erster Linie um die Stände im Tempel und das Stadtgericht musste einschreiten. Die Stadtregierung übernahm die Oberaufsicht über die Gemeinde, die alsbald zerfiel.
Die Stadt stellte an jährlichen Ausgaben den Juden in Rechnung:
- 10 Reichstaler Miete für die Synagoge
- 10 Groschen Abgabe für den Begräbnisplatz (er befindet sich außerhalb der Stadtmauern unterhalb der Burg und ist erhalten geblieben)
- 2 Reichstaler zur Erhaltung des Badehauses (es stand im Garten des späteren Gasthofes Adler)
- 10 Reichstaler Miete für das „Schullokal“ (den Schulraum) und die Lehrerwohnung (im Hause Karl Eulenstein in der Hauptstraße)
- 10 Reichstaler für die Heizung der Räume
- 97 Reichstaler, 20 Groschen für die Besoldung des Lehrers und des Schächters
- 20 Reichstaler Besoldung für den Vorsänger[2]:S. 165

Der jüdische Lehrer musste von den Juden zudem selbst verköstigt werden. Dies geschah in der Form, dass er jede Woche bei einer anderen jüdischen Familie sein Mahl erhielt.
1845 waren nur noch vier jüdische Familien in Plaue beheimatet.:S. 165 Trotz des Umzugs nach Arnstadt nutzten die Juden aus Arnstadt den plaueschen jüdischen Friedhof weiter, da es in Arnstadt keinen jüdischen Friedhof gab. Der letzte in Plaue geborene Jude war Louis Wolf, der wie alle anderen Juden Plaue verließ, nach Arnstadt zog und dort am 20. November 1914 verstarb. Er war der letzte Jude, der auf dem jüdischen Friedhof in Plaue am 22. November 1914 beerdigt wurde. Alle Juden verließen Plaue aus wirtschaftlichen oder persönlichen Gründen. Als vermögende Bürger waren sie alle geschätzte Mitglieder der gehobenen Bürgerschaft.

### 19. Jahrhundert zur Gegenwart
1822 wurde das Rathaus für 4000 Taler abgerissen und neu erbaut. 1828 vernichtete ein Großbrand erneut 28 Häuser mit Scheunen. Der Bau des Schützenhauses erfolgte 1836. 1852 wurde eine Brauerei und danach einige kleinere Industriebetriebe gegründet. 1871 hatte Plaue wieder 1121 Einwohner und 154 Wohnhäuser. 1872 wurde das Schloss errichtet. 1879 entstand die Bahnverbindung nach Arnstadt und Ilmenau, 1884 nach Suhl. 1884 wurden die noch existierenden Mineralquellen gefasst und seitdem deren Wasser als Heil- und Mineralwasser bis in die 1990er-Jahre unter der Bezeichnung Karl-Marien-Quelle vertrieben. 
Am 1. Juli 1950 wurde die bis dahin eigenständige Gemeinde Kleinbreitenbach eingegliedert.
Das Schloss der Familie von Schierholz wurde ab den 1950er Jahren als Kino genutzt, auch wurden mehrere Wohnungen im Schloss abgeteilt. Ab 1973 gehörte das Schloss der Erfurter Schuhfabrik „Paul Schäfer“, die es zu einem Ferienwohnhaus für ihre Mitarbeiter umbauen wollte. Dies misslang gründlich. Es wurden zwar Decken eingerissen, im großen Saal, der vorher als Kino genutzt wurde, wurde ein Stahlträger eingebaut, der eine neue Zwischendecke aufnehmen sollte, der Einbau neuer Decken erfolgte nie. Der Umbau kam schon nach wenigen Jahren zum Erliegen. Die Kellerräume wurde an die LPG vermietet, welche dort Kartoffeln einlagerte. Die Feuchte kroch in die Wände und schon Ende der 1970er Jahre war das Schloss unbewohnbar. Die Bauruine wurde im Sommer 1986 gesprengt. Der vorgelagerte, damals zugeschüttete, große Brunnen wurde inzwischen  restauriert. Der große Schlosspark mit dem Teich und der „Grotte“, einem hoch ummauerten Swimmingpool aus der Zeit deren von Schierholz, und das Blockhaus im Park wurden nach der Wende von der Treuhand übernommen und veräußert. Plauesche Bürger haben heute dort keinen Zutritt mehr.
Seit 1959 war Plaue in den Feriendienst des FDGB einbezogen und entwickelte sich bald zur Kurstadt. Neben der landschaftlich reizvollen Lage war dafür auch die sehr gute Verkehrsanbindung an wichtige touristische Ziele in Thüringen verantwortlich. Nach der Wende setzte die Stadtverwaltung auf den Tourismus als Einnahmequelle. Eine Tourismus-GmbH wurde gegründet und diese ruinierte binnen weniger Jahre die Stadt finanziell nachhaltig. Nach der Insolvenz der GmbH nach nur wenigen Jahren blieb die Stadt auf mehreren Millionen Schulden sitzen und konnte sich bisher davon nicht mehr erholen.
Zum 1. Januar 1991 wurde der Ortsteil Rippersroda von der Gemeinde Neusiß nach Plaue umgemeindet.
Plaue lag seit der Einführung der Landkreise im Kreis Arnstadt, welcher mit der Gebietsreform von 1994 zum Ilm-Kreis wurde. Am 1. Januar 1996 schloss sich die Stadt der Verwaltungsgemeinschaft Oberes Geratal mit Sitz in Gräfenroda an.
Am 13. Februar 2008 votierte der Stadtrat wegen der aussichtslosen finanziellen Lage für die Aufgabe der Eigenständigkeit Plaues und die Eingemeindung in die benachbarte Kreisstadt Arnstadt. Die Fusion wurde aber nicht vollzogen.
Zum 1. Januar 2019 wurde Neusiß nach Plaue eingemeindet. Gleichzeitig wurde die Verwaltungsgemeinschaft Oberes Geratal aufgelöst, woraufhin sich Plaue der Verwaltungsgemeinschaft Geratal anschloss. Diese wurde daraufhin in Verwaltungsgemeinschaft Geratal/Plaue umbenannt.

### Einwohnerentwicklung
1831 hatte die Stadt 603 Einwohner. Die Einwohnerzahl stieg durch die fortschreitende Industrialisierung bis zum Jahr 1885 auf 1487. In den nachfolgenden Jahrzehnten stieg die Zahl der Einwohner auf über 2100 an. Zwischen den Weltkriegen lebten in Plaue knapp über 1.700 Einwohner. Den Höchststand erzielte Plaue nach dem Zweiten Weltkrieg, als infolge des Zuzuges von Umsiedlern über 3000 Menschen in der Stadt wohnten. Seitdem fiel die Einwohnerzahl und stabilisierte sich in der DDR auf circa 2300 (mit Rippersroda), fiel aber wieder leicht seit 1990. 2004 gab es erstmals wieder weniger als 2000 Einwohner. 2019 stieg die Einwohnerzahl leicht an, da Neusiß nach Plaue eingemeindet wurde.
Entwicklung der Einwohnerzahl:
| - 1843 – 1.072 - 1939 – 2.063 - 1989 – 1.807 - 2005 – 1.958 - 2006 – 1.958 - 2007 – 1.938 | - 2008 – 1.908 - 2009 – 1.879 - 2010 – 1.837 - 2011 – 1.813 - 2012 – 1.838 - 2013 – 1.834 | - 2014 – 1.833 - 2015 – 1.837 - 2016 – 1.896 - 2017 – 1.834 - 2018 – 1.779 - 2019 – 1.985 | - 2020 – 2.007 - 2021 – 1.977 - 2022 – 1.978 - 2023 – 1.975 |

 Datenquelle: ab 1994 Thüringer Landesamt für Statistik – Werte vom 31. Dezember

## Politik

### Stadtrat
Der Stadtrat von Plaue besteht aus 14 Mitgliedern. Nach der Kommunalwahl am 26. Mai 2024 ergibt sich die folgende Zusammensetzung:
| Parteien und Wählergemeinschaften                       | Sitze  | Stimmenanteil |
| ------------------------------------------------------- | ------ | ------------- |
| Bürger für Plaue                                        | 6      | 45,9 %        |
| Christlich Demokratische Union (CDU)                    | 5      | 36,4 %        |
| Bürgerinitiative Plaue                                  | 1      | 8,6 %         |
| Bürgerinitiative Neusiß gegen überhöhte Kommunalabgaben | 1      | 4,7 %         |
| UWG – Unabhängige Wählergemeinschaft                    | 1      | 4,5 %         |
| Gesamt                                                  | 14     | 100 %         |
| Wahlbeteiligung                                         | 72,9 % | 72,9 %        |

### Bürgermeister
Der ehrenamtliche Bürgermeister ist seit dem 8. Dezember 2021 Christian Janik (Bürger für Plaue). Er konnte sich in der Wahl am 28. November 2021 mit 50,4 % der abgegebenen gültigen Stimmen gegen einen Mitbewerber durchsetzen. Zuvor war von 2004 bis zu seinem Rücktritt 2021 Jörg Thamm (CDU) der Bürgermeister von Plaue, danach amtierte für einige Wochen der Beigeordnete Kai Faulstich.

### Wappen
Blasonierung: „In Blau ein goldener Löwe mit roter Zunge und Bewehrung.“
Das Wappen von Plaue zeigt den schwarzburgischen Löwen. Siegel vom Anfang des 15. Jahrhunderts haben das gleiche Bild bei wechselndem Typus. Der ursprünglich gekrönte Löwe wird heute ungekrönt geführt.

## Kultur und Sehenswürdigkeiten

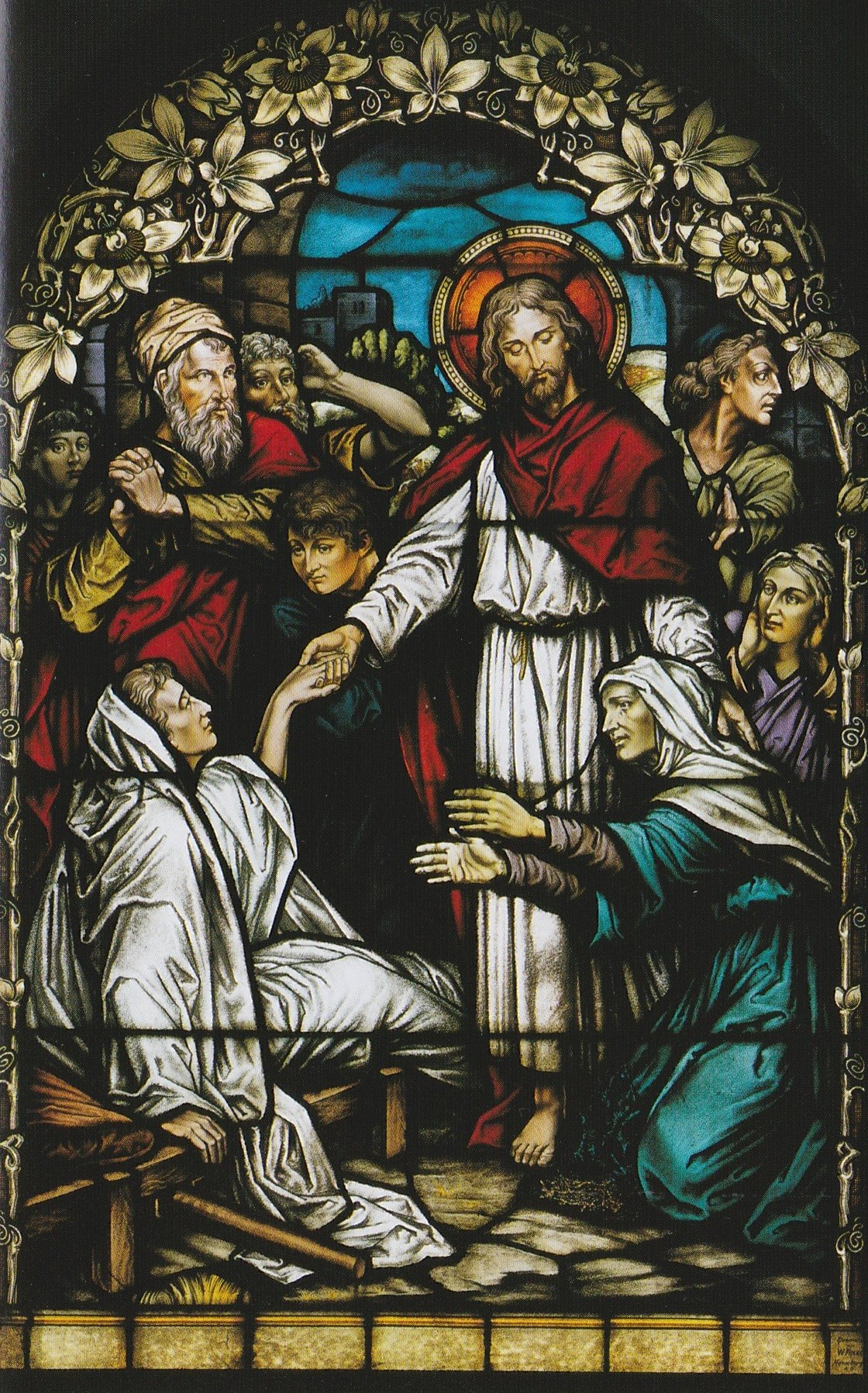
Fenster in der städt. Feierhalle

Kulturhistorisch bemerkenswerte Bauwerke:
- Westlich oberhalb der Stadt befindet sich die gotische Burgruine Ehrenburg aus dem Jahr 1324. Die Ruine ist zu Wohnzwecken hergerichtet und wurde nach der Wende durch die Treuhandanstalt an Briten verkauft.
- Die Liebfrauenkirche aus dem 12. Jahrhundert mit ihrem romanischen Kern ist das älteste Gebäude des Ortes.
- Die Kapelle St. Sigismund nahe der Ehrenburg geht ebenfalls auf ein mittelalterliches Bauwerk zurück und wurde auf dessen Grundmauern 1730 neu errichtet. Man vermutet, dass die ursprüngliche Kapelle im Zusammenhang mit der Burg stand. Nach dem Zweiten Weltkrieg wurde sie zur katholischen Kirche für die Umsiedler, nach der Wende wurde sie entweiht und soll nun zu Wohnzwecken umgebaut werden.
- Auf einem Hanggrundstück zwischen Ortsfriedhof und Ehrenburg erstreckt sich der 1826 angelegte Jüdische Friedhof des Ortes, auf dem auch die in Arnstadt und Ilmenau verstorbenen Juden beigesetzt wurden. Der Friedhof ist nur einsehbar, nicht betretbar und wird gepflegt.
- Neben den 1913 gestifteten Glasmalereifenstern der Liebfrauenkirche schmückt die städtische Feierhalle ein Glasmalereifenster, welches 1910 in der Werkstatt Wilhelm Franke in Naumburg geschaffen worden ist.
- Östlich der Stadt befinden sich auf einem der Reinsberge die Reste der Reinsburg, die auf eine keltische Fliehburg zurückgeht. Sie wurde vermutlich im späten 13. Jahrhundert als Raubritterburg von Erfurter Truppen zerstört.
- Ende des Zweiten Weltkrieges wurden KZ-Häftlinge von SS-Männern in Richtung Stadtilm getrieben. Auf dem Friedhof wurden sechs dabei im Zimmertal (bei Plaue) ermordete sowjetische Häftlinge bestattet. An den Todesmarsch der Häftlinge aus dem Außenlager des KZ Buchenwald erinnert seit 1984 eine in der Bahnhofstraße errichtete Stele.[16]

### Die Springquelle

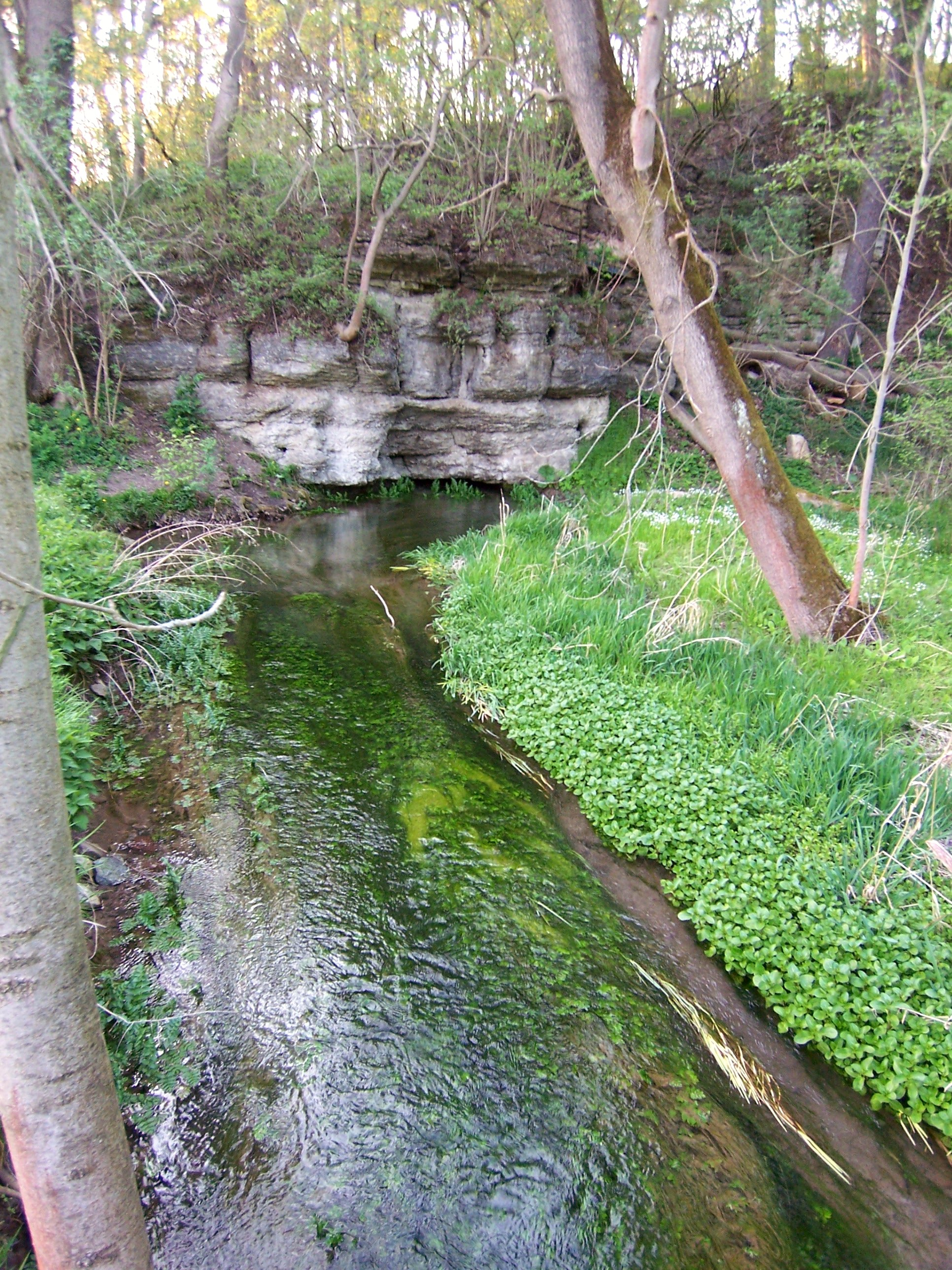
Der Spring von Plaue

Die Springquelle ist eine enorm starke Karstquelle mit einem Ausstoß von 600 bis 800 Liter pro Sekunde.:S. 21–23 Schon nach 100 m von der Hauptquelle entfernt trieb sie das erste Mühlrad an. Im September 1893 bewiesen die Herren Regierungsbaumeister Bramigk und Mühlenbesitzer Woltersdorf aus Arnstadt den Zusammenhang der Quelle mit dem Versickern der Zahmen Gera hinter Liebenstein. Vorher unternommene Versuche mit Farbstoffen misslangen durch die Filterwirkung des Karstgesteins. Im Laufe von eineinhalb Stunden wurden 20 Zentner (1 t) Salz in die Zahme Gera geschüttet. Der normale Salzgehalt der Springquelle beträgt 0,6 %. Viereinhalb Stunden nach der Einleitung des Salzes stieg der Salzgehalt auf 1,2 %, um nach vier Stunden sich wieder auf 0,7 % zu verringern. Der Nachweis des Zusammenhangs glückte, jedoch wurden neue Fragen aufgeworfen. Die lange Zeit, welche das Salzwassers von der Einleitungsstelle bis zur nur ca. 4 km entfernten Quelle brauchte und der letztlich nur geringe Anstieg des Salzgehaltes lässt nur einen Schluss zu: Es muss zwischen Liebenstein und Plaue ein feinporiges Karstgestein geben und es muss ein größerer unterirdischer See existieren, der bis heute aber nicht lokalisiert wurde (allerdings wurde nach ihm auch nie gesucht). Für ein Vorhandensein größerer unterirdischer Hohlräume sprechen auch größere Erdeinstürze zwischen Liebenstein und Plaue, deren größten die Juden- und die Kaisergrube sowie die Erdfälle bei den Pferdeställen (Flurbezeichnung) mit zum Teil über 50 m Durchmesser und mehr als 10 m Tiefe sind.
Die Zahme Gera ist auch nicht der einzige unterirdische Zufluss zur Springquelle, da deren Ausfluss drei- bis fünfmal größer ist, als die Versickerung der Zahmen Gera bei Liebenstein.
Die Springquelle ist seit Beginn der Aufzeichnungen erst zweimal in extrem trockenen Sommern versiegt.

## Wirtschaft und Infrastruktur
Die Wirtschaft von Plaue ist von Kleinunternehmen geprägt.

### Wasser und Abwasser
Der Ortsteil Neusiß sowie in Plaue die Straße Mohngarten und das Neubaugebiet Im kleinen Feld werden vom Wasser- und Abwasserzweckverband Arnstadt und Umgebung versorgt bzw. entsorgt. Der restliche Teil der Stadt wird vom Wasser- und Abwasserzweckverband „Obere Gera“ bedient.

### Verkehr

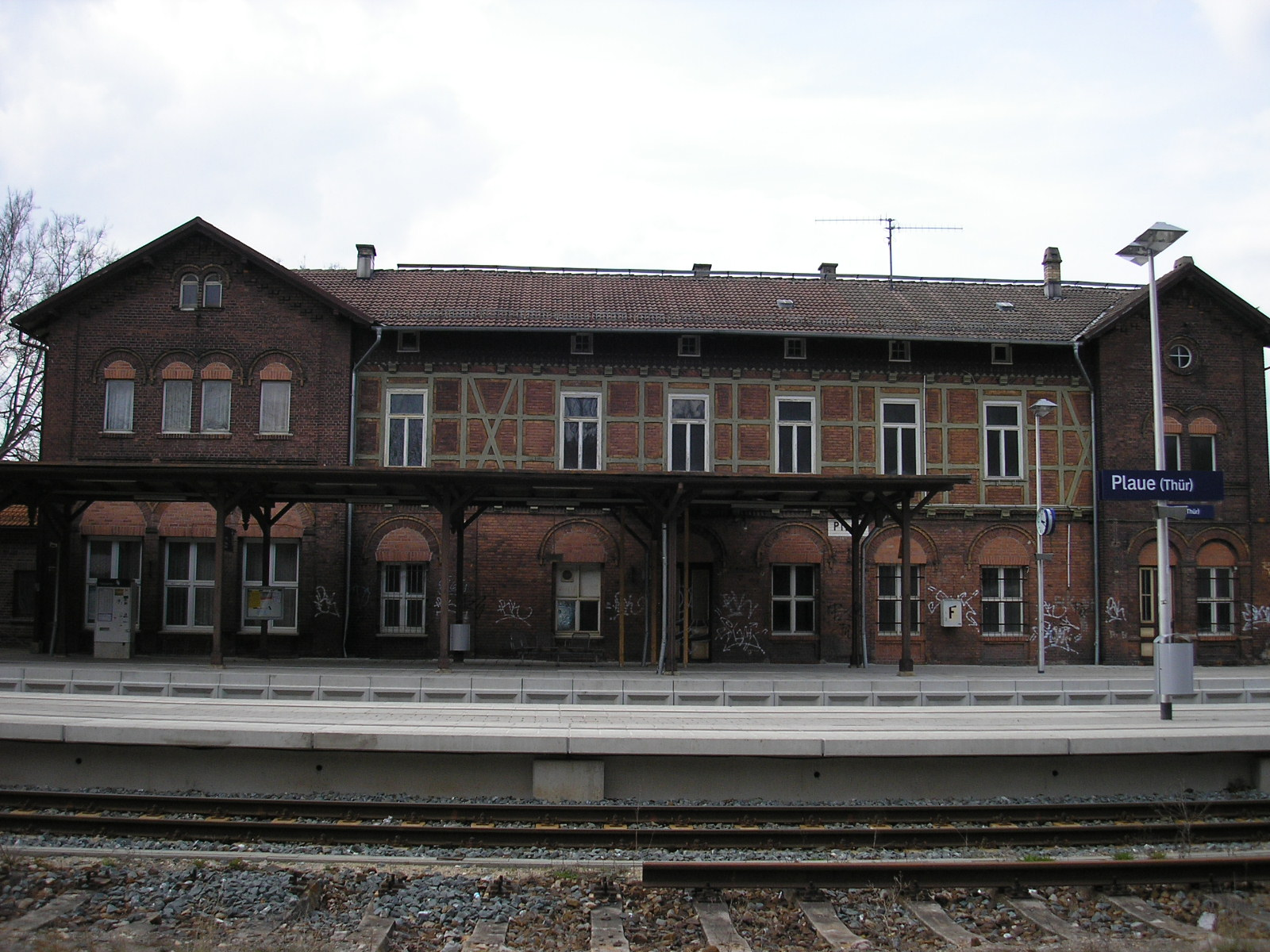
Bahnhof Plaue (Thür)

Plaue liegt an der Landesstraße 3004 zwischen Arnstadt und Ilmenau, die bis zur Eröffnung der Bundesautobahn 71 2003 die Bundesstraße 4 darstellte. Des Weiteren führen von Plaue Straßen nach Gräfenroda, Rippersroda und Kleinbreitenbach.
Die Eisenbahn erreichte Plaue im Jahr 1879, als die Bahnstrecke Arnstadt–Ilmenau erbaut wurde. 1883 kam noch die Strecke Plaue–Gräfenroda–Suhl–Meiningen/Schweinfurt hinzu. Seitdem ist der Bahnhof Plaue (Thür) ein Trennungsbahnhof. Im Zweistundentakt hält der Regionalexpress Erfurt–Würzburg (Mainfranken-Thüringen-Express) von DB Regio Südost. Zudem halten stündlich die Regionalbahnen Erfurt–Ilmenau sowie zweistündlich die Regionalbahnen Erfurt–Meiningen der Süd-Thüringen-Bahn, Montag bis Freitag kommen Richtung Meiningen noch einige Expresszüge hinzu.

## Persönlichkeiten
- Johannes Purgold (* Mitte 15. Jahrhundert in Plaue; † 1534), auch Purgoldt; Stadtschreiber von Eisenach und Jurist
- Johann Christoph Bodinus (getauft 20. Januar 1690 in Rippersroda; begraben am 20. August 1727 in Frankfurt am Main), Komponist und evangelischer Kirchenmusiker der Barockzeit
- Sidonia Hedwig Zäunemann (* 15. Januar 1711 in Erfurt; † 11. Dezember 1740 in Plaue), Dichterin, eine der ersten emanzipierten Frauen Deutschlands
- Maximilian von Oer (* 30. September 1806 bei Stromberg; † 9. August 1846 in Erfurt), Dichter und Schriftsteller, 1840–1844 Bürgermeister von Plaue
- Armin Gimmerthal (* 29. Juli 1858 in Plaue; † 19. Februar 1941 in Bonn), Schriftsteller
- Karl Seitz (* 4. September 1869 in Wien; † 3. Februar 1950 ebenda), österreichischer Politiker (SPÖ), Bürgermeister von Wien und Bundespräsident, wurde am Ende des Zweiten Weltkriegs für einige Monate nach Plaue verbannt.
- Elly Linden (* 25. April 1895 in Plaue; † 23. Januar 1987 in Lübeck), deutsche Politikerin (SPD), Landtagsabgeordnete von Schleswig-Holstein
- Albert Stange (* 17. Januar 1899 in Plaue; † im 20. Jahrhundert), deutscher Politiker (NSDAP)
- Carl Stade (* 2. Mai 1900 in Plaue; † 5. Januar 1945 in Weimar), Widerstandskämpfer gegen das Naziregime
- Waltraut Fischer (* 18. September 1937 in Plaue), Malerin, Grafikerin und Illustratorin
- Hans-Peter Körner (* 1943 in Chemnitz), Schauspieler, Kabarettist und Hörspielsprecher, wohnt in Plaue
- Jörg Thamm (* 13. Juli 1965 in Arnstadt), Politiker (CDU), 2004–2021 Bürgermeister von Plaue